# عمر اليعقوب
عمر اليعقوب (25 سبتمبر 1972 -) ممثل كويتي.

## أعماله[2]
- لعبة الكبار
- أنت عمري

مسلسل 2012
- فارس مع النفاذ

مسلسل إذاعي 2012
- مثلث برمودا

مسرحية 2012
- بنات الجامعة

مسلسل 2012
- العضيد

مسلسل 2011
- الزوج يريد تغيير المدام

مسرحية 2011
- الثمن

مسلسل 2011
- سوق الجت 2

مسلسل 2011
- الرهينة

مسلسل 2010
- . ليلة رعب

مسرحية 2010
- رسائل من صدف

مسلسل 2009
- نور عيني

مسلسل 2009
- وكان وهما

سهرة تلفزيونية 2009
- راعي الديوانية

مسلسل إذاعي 2009
- سقوط الأقنعة

مسلسل 2008
- كيوت

فيلم 2008
- بلا هوية

مسلسل 2008
- . مسك وعنبر

مسلسل 2008
- قلب حنون

مسلسل إذاعي 2008
- عيال الفقر

مسلسل 2007
- جمانة

مسلسل 2007
- رحلة شقى

مسلسل 2007
- شمس ونهار

مسلسل 2006
- غلطة عمر

مسلسل 2006
- شملان

مسلسل 2005
- بيت العائلة

مسلسل 2004
- صرخة الرعب

مسرحية 2004
- اعدام أحلام عبد السلام

مسرحية 2004
- شباب كول

فيلم 2004
- شمس القوايل

مسلسل 2003
- خالتي وعمتي

مسلسل 2003
- الرجل الذئب

مسرحية 2002
- الخطر معهم (ج2)

مسلسل 2002
- من يقتل الأحلام

مسلسل 2001
- سوق المقاصيص

مسلسل 2000
- بيت بلا ابواب

مسلسل 2000
- سنطرون بنطرون

مسرحية 1999
- بيت الوالد

مسلسل 1998
- سينمائيات

مسلسل 1998
- الناس أجناس

مسلسل 1997
- اثنان على الطريق

مسلسل 1997
- البيت المسكون

مسرحية 1996
- الطير والعاصفة

مسلسل 1996